# Copa del Rey de fútbol sala 2019-20
La Copa del Rey de fútbol sala 2019-20 es la décima edición de la Copa del Rey de fútbol sala en España, que organizan conjuntamente la Liga Nacional de fútbol sala y la Real Federación Española de Fútbol. Comenzó el 9 de octubre de 2019, y fue aplazada tras los cuartos de final, debido la Pandemia del Coronavirus. La Copa contó con la participación de 32 equipos entre Primera División, Segunda División y Segunda División "B".

## Eliminatoria previa
La eliminatoria previa se disputó el 15 de octubre de 2019 a partido único.
| Local                        | Resultado | Visitante                |
| ---------------------------- | --------- | ------------------------ |
| CD Salesianos                | Exento    |                          |
| Pizarras Los Tres Cuñados FS | 2–3       | Atlético Benavente FS    |
| O Esteo Fútbol Sala          | 3–2       | Cidade de Narón          |
| AD San Juan                  | 2–4       | Lauburu K.E. Ibarra      |
| CD Otxartabe                 | 5–3       | Deporcyl Guardo FS       |
| UD Coineña FS                | 1–1 (p.)  | CDE Melistar             |
| Peligros CD FS               | 4–2       | Bayyana CD               |
| CD Torrejon Sala Five Play   | 1–1 (p.)  | Leganés FS               |
| Tenerife Iberia Toscal       | 7–3       | CFS Fonononos Gomeron    |
| Aguas de Teror               | 0–5       | Galdar Cohesan FS        |
| Tot Cable CFS Futsal Ibi     | 3–2       | Futsal Aliança Mataró CE |
| Zambu CFS Pinatar            | 7–5       | Nueva Elda FS            |
| FS Pallejà                   | 3–4       | CE Escola Pia Sabadell   |
| L'Hospitalet Bellsport       | 7–1       | Club Manresa FS          |

## Primera Eliminatoria
La Primera Eliminatoria se disputó los días 12 y 13 de noviembre de 2019 entre equipos de Segunda División y Segunda División "B".
| Local                    | Resultado | Visitante                  |
| ------------------------ | --------- | -------------------------- |
| Atlético Benavente FS    | 3–7       | Noia Portus Apostoli       |
| O Esteo Fútbol Sala      | 1–0       | Santiago Futsal            |
| Lauburu K.E. Ibarra      | 1–5       | Azulejos Moncayo Colo Colo |
| CD Otxartabe             | 1–6       | Soliss FS Talavera         |
| CDE Melistar             | 1–3       | BeSoccer CD UMA Antequera  |
| Peligros CD FS           | 6–2       | Unión África Ceutí         |
| Leganés FS               | 2–3       | Software DELSOL Mengíbar   |
| Tenerife Iberia Toscal   | 3–2       | Rivas Futsal               |
| Galdar Cohesan FS        | 1–3       | Ciudad de Móstoles FS      |
| Tot Cable CFS Futsal Ibi | 2–3       | Irefrank Elche CF          |
| Zambu CFS Pinatar        | 5–1       | Manzanares Fútbol Sala     |
| CE Escola Pia Sabadell   | 3–6       | CFS Bisontes Castellón     |
| L'Hospitalet Bellsport   | 6–6 (p.)  | Nítida Alzira FS           |
| CD Salesianos            | 2–8       | Real Betis Futsal          |

## Segunda Eliminatoria
La Segunda Eliminatoria se disputó los días 10 y 11 de diciembre de 2019 y se incorporan los equipos de la Primera División, menos los dos primeros clasificados de la temporada anterior.
| Local                      | Resultado    | Visitante                          |
| -------------------------- | ------------ | ---------------------------------- |
| Noia Portus Apostoli       | 2–3          | O Parrulo Ferrol                   |
| O Esteo Fútbol Sala        | 1–4          | Pescados Rubén Burela              |
| Azulejos Moncayo Colo Colo | 3–4          | CA Osasuna Magna                   |
| Soliss FS Talavera         | 3–3 (3:2 p.) | Aspil Jumpers Ribera Navarra       |
| BeSoccer CD UMA Antequera  | 3–3 (2:1 p.) | Viña Albali Valdepeñas             |
| Peligros CD FS             | 0–5          | Jaén Paraíso Interior              |
| Software DELSOL Mengíbar   | 2–2 (4:3 p.) | Córdoba Patrimonio de la Humanidad |
| Tenerife Iberia Toscal     | 0–10         | Industrias Santa Coloma            |
| Ciudad de Móstoles FS      | 3–4          | Movistar Inter                     |
| Irefrank Elche CF          | 2–6          | Levante UD FS                      |
| Zambu CFS Pinatar          | 1–7          | Jimbee Cartagena                   |
| CFS Bisontes Castellón     | 1–4          | Servigroup Peñiscola               |
| L'Hospitalet Bellsport     | 3–3 (4:3 p.) | Fútbol Emotion Zaragoza            |
| Real Betis Futsal          | 2–2 (3:2 p.) | Palma Futsal                       |

## Octavos de final
Los octavos de final se disputaron los días 14 y 15 de enero de 2020.
| Local                    | Resultado | Visitante                  |
| ------------------------ | --------- | -------------------------- |
| Software DELSOL Mengíbar | 1–4       | Jaén Paraíso Interior      |
| Real Betis Futsal        | 3–2       | BeSoccer CD UMA Antequera  |
| Pescados Rubén Burela    | 7–1       | O Parrulo Ferrol           |
| Soliss FS Talavera       | 3–0       | Movistar Inter             |
| Jimbee Cartagena         | 3–1       | ElPozo Murcia Costa Cálida |
| Servigroup Peñiscola     | 6–3       | Levante UD FS              |
| L'Hospitalet Bellsport   | 1–5       | Barça                      |
| Industrias Santa Coloma  | 9–2       | CA Osasuna Magna           |

## Cuartos de final
Los cuartos de final se disputaron el día 12 de febrero de 2020.
| Local                 | Resultado    | Visitante               |
| --------------------- | ------------ | ----------------------- |
| Barça                 | 3–3 (3:2 p.) | Pescados Rubén Burela   |
| Real Betis Futsal     | 2–1          | Servigroup Peñiscola    |
| Jaén Paraíso Interior | 2-1          | Jimbee Cartagena        |
| Soliss FS Talavera    | 1–1 (8:9 p.) | Industrias Santa Coloma |

## Final Four
Todos los partidos se disputarán en una única sede, a definir.
|  | Semifinales             | Semifinales             | Semifinales           |                       |       | Final  | Final | Final |  |
|  |                         |                         |                       |                       |       |        |       |       |  |
|  |                         |                         |                       |                       |       |        |       |       |  |
|  |                         |                         |                       |                       |       |        |       |       |  |
|  | Real Betis Futsal       | Real Betis Futsal       | 3                     |                       |       |        |       |       |  |
|  | Real Betis Futsal       | Real Betis Futsal       | 3                     |                       |       |        |       |       |  |
|  | Barça                   | Barça                   | 6                     |                       |       |        |       |       |  |
|  | Barça                   | Barça                   | 6                     |                       | Barça | Barça  | 2     |       |  |
|  |                         |                         |                       |                       | Barça | Barça  | 2     |       |  |
|  |                         |                         | Jaén Paraíso Interior | Jaén Paraíso Interior | 1     |        |       |       |  |
|  | Jaén Paraíso Interior   | Jaén Paraíso Interior   | Jaén Paraíso Interior | Jaén Paraíso Interior | 1     | 4 (15) |       |       |  |
|  | Jaén Paraíso Interior   | Jaén Paraíso Interior   |                       |                       |       | 4 (15) |       |       |  |
|  | Industrias Santa Coloma | Industrias Santa Coloma | 4 (14)                |                       |       |        |       |       |  |
|  | Industrias Santa Coloma | Industrias Santa Coloma | 4 (14)                |                       |       |        |       |       |  |
|  |                         |                         |                       |                       |       |        |       |       |  |

### Semifinales
Las semifinales se disputaron el día 19 de diciembre, aunque se tendrían que haber disputado el 4 de mayo, aplazado por la pandemia de COVID-19.
| Local                 | Resultado      | Visitante               |
| --------------------- | -------------- | ----------------------- |
| Real Betis Futsal     | 3–6            | Barça                   |
| Jaén Paraíso Interior | 4–4 (15:14 p.) | Industrias Santa Coloma |

### Final
La final se disputó el día 20 de diciembre, aunque inicialmente debía jugarse el día 5 de mayo, en el Palacio de Deportes José María Martín Carpena de Málaga.
| 20 de diciembre de 2020, 20:30 | Barça | 2 - 1 | Jaén Paraíso Interior | Palacio de Deportes José María Martín Carpena, Málaga |  |